# Aurelio
Aurelio (ok. 740 – 774) – król Asturii od 768 roku do swej śmierci. Urodził się w León, był synem Frueli, syna Piotra Kantabryjskiego i bratem Alfonsa I Katolickiego. Był zatem kuzynem swojego poprzednika na tronie Frueli I Okrutnego. Został wyniesiony na tron po tym jak Fruela zamordował swego brata i później w wyniku spisku sam został zamordowany.
Wydaje się, że rządy Aurelio były stosunkowo spokojne i pokojowe, aczkolwiek za jego rządów miała miejsce rebelia chłopstwa którą udało mu się stłumić. Miejsce powstania jest nieznane, ale jest to pierwszy odnotowany przypadek powstania antysenioralnego w historii Hiszpanii.
Aurelio zmarł z przyczyn naturalnych w swojej stolicy Cangas de Onís. Został pogrzebany w kościele św. Marcina w Langreo. Nie doczekał się potomków, jego następcą został Silo, mąż Adosindy, córki Alfonsa I Katolickiego.